# Balantiopsis hastatistipula
Balantiopsis hastatistipula là một loài rêu trong họ Balantiopsaceae. Loài này được Stephani mô tả khoa học đầu tiên năm 1914.